# Luka Jebel Ali
Luka Jebel Ali (arap.) جبل علي  (također pisano i kao "Mina Jabal Ali") je trgovačka luka a nalazi se u emiratu Dubai, u državi Ujedinjeni Arapski Emirati, Perzijski zaljev.
Napravljena je u periodu od 1976. do 1979. i najveća je umjetno napravljena luka na svijetu te zajedno s Jebel Ali Free Zone, smještenoj u neposrednoj blizini, tvori jedan od najvećih industrijskih kompleksa na Srednjem istoku.
U 2007. godini kroz luku je prošlo 8 696 brodova ukupnog deplasmana 227 894 526 tona.
Ulazni kanal i vanjski prilazi su jaružani na 17 metara dubine. Luka može primiti brodove do 545 000 tona deplasmana i ukupne dužine do 414 metara.
Luka Jebel Ali sastoji se od 4 glavna dijela:
- Megamax Container Terminal - kontejnerski terminal
- Vanjski dio luke s 4 veza za tankere
- Sjeverni dio luke za tankere i generalni teret
- Južni dio luke za generalni teret (uključujući smrznutu hranu) i ro-ro.

Također postoji brodogradilište s 4 veza i dvije male marine.
Luka Jebel Ali se koristi kao baza za mornaricu SAD-a te je postala najposjećenija vojna luka izvan SAD-a. Jebel Ali rekreacijski centar je napravljen i održava se za posade američkih vojnih brodova. 